# Truth or Dare
Truth Or Dare es el primer álbum de estudio de la banda de rock estadounidense Automatic Loveletter, lanzado en el 22 de junio de 2009 por la discográfica Sony BMG. 
El álbum fue producido por Josh Abraham y recibió críticas positivas. La gran mayoría de las canciones de Truth or Dare fueron producidas por Juliet Simms durante los seis meses posteriores a la ruptura con Epic Records. El álbum cuenta con tres singles, Heart Song, Story of My Life y Fade Away, disponibles en iTunes.

## Canciones
| N.º | Título                  | Duración |  |
| 1.  | «Heart Song»            | 4:13     |  |
| 2.  | «Don't Let Me Down»     | 3:57     |  |
| 3.  | «Fade Away»             | 4:17     |  |
| 4.  | «Hush»                  | 3:58     |  |
| 5.  | «Story Of My Life»      | 4:11     |  |
| 6.  | «The Day That Saved Us» | 3:37     |  |
| 7.  | «To Die For»            | 4:44     |  |
| 8.  | «Let It Ride»           | 4:16     |  |
| 9.  | «Eyes On You»           | 4:25     |  |
| 10. | «My Goodbye»            | 3:38     |  |
| 11. | «Butterflies»           | 4:01     |  |
| 12. | «Back To Life»          | 4:11     |  |

## Personal
- Juliet Simms - vocales, guitarra, guitarra rítmica
- Tommy Simms - guitarra, voz secundaria
- Clint Fowler - bajo
- Ryan Metcalf - batería, percusión